# Pfarrkirche Tobadill
Koordinaten: 47° 7′ 33,3″ N, 10° 30′ 47,2″ O
Die römisch-katholische Pfarrkirche Tobadill steht  im Weiler Feld in der österreichischen Gemeinde Tobadill in Tirol. Die dem Patrozinium des heiligen Magnus von Füssen unterstellte Kirche gehört zum Dekanat Zams in der Diözese Innsbruck. Die Kirche steht unter Denkmalschutz (Listeneintrag).

## Geschichte
Urkundlich wurde die Kapelle im Jahre 1705 erwähnt. Von 1735 bis 1737 wurde die barocke Kirche vom Architekten Kassian Grießer erbaut und 1751 geweiht. Der Turm wurde im Jahr 1768 errichtet und die Kirche 1792 erweitert.

## Architektur
Der schlichte Außenbau mit einem eingezogenen, rund schließenden Chor ist mit Korbbogenfenstern ausgestattet. Das Süd- und das Westportal besitzen einen Rundbogen und die Holztür wurde vom Ende des 19. Jahrhunderts geschnitzt. Der Turm hat rundbogige Schallfenster und trägt einen Giebelspitzhelm. Das vierjochige Langhaus und der Chor besitzen ein Tonnengewölbe mit Stichkappen auf  Pilastergliederung und werden durch einen rundbogigen Triumphbogen miteinander verbunden. Die Westempore wird als eine Holzkonstruktion bezeichnet. Die Deckenmalerei von Johann Georg Witwer zeigt im Chor Glorie des Magnus aus dem Jahr 1793, im Langhaus Magnus besiegt den Drachen und Magnus heilt Besessene und seitlich die vier Evangelisten. Die Glasmalerei stammt aus dem Ende des 19. Jahrhunderts.

## Ausstattung

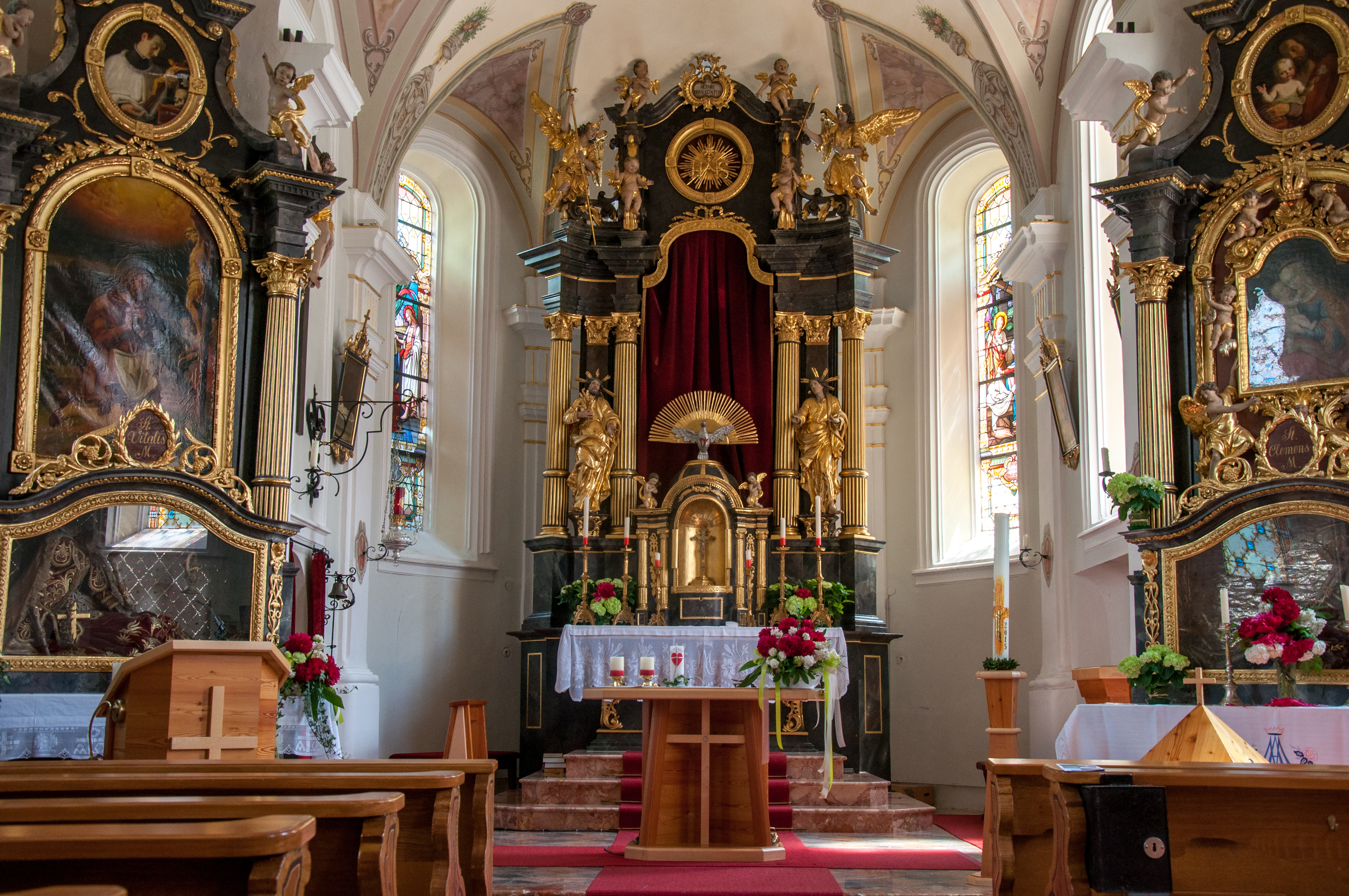
Innenraum mit Hochaltar

Der Hochaltar stammt aus dem Jahr 1740, wurde 1749 gefasst und am Ende des 18. Jahrhunderts verändert. Das Altarblatt „Rosenkranzspende“ zeigt den heiligen Dominikus zwischen Magnus und Gallus und wird mit S. P. aus dem zweiten Viertel des 18. Jahrhunderts bezeichnet. Die Figuren stellen die Heiligen Josef, Johannes Evangelist und Engel im Auszug dar und stammen aus der Werkstatt Andreas Kölle in der Mitte des 18. Jahrhunderts. Auf den beiden Seitenaltären, die aus dem Ende des 18. Jahrhunderts stammen, befinden sich Reliquiensärge der Heiligen Vitalis und Clemens. Der linke Seitenaltar zeigt das Bild des betenden heiligen Isidor, das Oberbild den heiligen Aloysius. Der rechte Seitenaltar zeigt das Bild Mariahilf aus dem zweiten Viertel des 18. Jahrhunderts in einem geschnitzten Rahmen mit Putten, im Oberbild den heiligen Josef. An der Kanzel aus der Mitte des 18. Jahrhunderts befinden sich Ovalbilder der vier Evangelisten. Die Kreuzwegbilder stammen aus dem Ende des 18. Jahrhunderts und die Kreuzigungsgruppe in der Sakristei entstand um 1700.
Die Orgel baute Franz Weber im Jahre 1860.